# Шоретире, Шола
Шо́ла Ма́ксуэлл Шорети́ре (англ. Shola Maxwell Shoretire, произношение [ˌʃɔːrɛˈtiːreɪ]; родился 2 февраля 2004, Ньюкасл-апон-Тайн) — английский футболист, выступающий на позициях вингера или нападающего за греческий клуб ПАОК.

## Клубная карьера
Уроженец Ньюкасл-апон-Тайна, Шоретире выступал за молодёжные команды «Уоллсенд Бойз» и «Ньюкасл Юнайтед». В возрасте 10 лет стал игроком футбольной академии «Манчестер Юнайтед». В декабре 2018 года стал самым молодым игроком в истории Юношеской лиги УЕФА, выйдя на поле в матче против юношеской команды «Валенсии» в возрасте 14 лет, 10 месяцев и 10 дней. В феврале 2021 года подписал свой первый профессиональный контракт с клубом.
В феврале 2021 года Шоретире был включён в заявку команды на матч 1/16 финала Лиги Европы УЕФА против «Реал Сосьедад». 21 февраля 2021 года дебютировал в основном составе «Юнайтед», выйдя на замену Маркусу Рашфорду в матче Премьер-лиги против «Ньюкасл Юнайтед». 25 февраля 2021 года дебютировал в Лиге Европы УЕФА, выйдя на замену Мейсону Гринвуду в ответном матче 1/16 финала против испанского клуба «Реал Сосьедад». В возрасте 17 лет и 23 дней он стал самым молодым игроком «Манчестер Юнайтед» в еврокубках, побив рекорд, ранее принадлежавший Норману Уайтсайду.
19 января 2023 года отправился в аренду в клуб «Болтон Уондерерс» до окончания сезона 2022/23.
5 июня 2024 года «Манчестер Юнайтед» заявил, что предложил игроку новый контракт. Однако игрок контракт не подписал, покинув «Манчестер Юнайтед» в июле в качестве свободного агента. 30 июля 2024 года он подписал четырёхлетний контракт с греческим клубом ПАОК.

## Карьера в сборной
Выступал за сборные Англии до 15, до 16, до 18 и до 19 лет.

## Статистика выступлений
По состоянию на 7 мая 2023 года
| Клуб              | Сезон            | Лига | Лига | Кубок | Кубок | Кубок лиги | Кубок лиги | Еврокубки | Еврокубки | Прочие | Прочие | Итого | Итого |
| Клуб              | Сезон            | Игры | Голы | Игры  | Голы  | Игры       | Голы       | Игры      | Голы      | Игры   | Голы   | Игры  | Голы  |
| ----------------- | ---------------- | ---- | ---- | ----- | ----- | ---------- | ---------- | --------- | --------- | ------ | ------ | ----- | ----- |
| Манчестер Юнайтед | 2020/21          | 2    | 0    | 0     | 0     | 0          | 0          | 1         | 0         | 0      | 0      | 3     | 0     |
| Манчестер Юнайтед | 2021/22          | 1    | 0    | 0     | 0     | 0          | 0          | 1         | 0         | 0      | 0      | 2     | 0     |
| Манчестер Юнайтед | Итого            | 3    | 0    | 0     | 0     | 0          | 0          | 2         | 0         | 0      | 0      | 5     | 0     |
| Болтон Уондерерс  | 2022/23          | 16   | 1    | 0     | 0     | 0          | 0          | 0         | 0         | 0      | 0      | 16    | 1     |
| Болтон Уондерерс  | Итого            | 16   | 1    | 0     | 0     | 0          | 0          | 0         | 0         | 0      | 0      | 16    | 1     |
| Всего за карьеру  | Всего за карьеру | 19   | 1    | 0     | 0     | 0          | 0          | 2         | 0         | 0      | 0      | 21    | 0     |

## Личная жизнь
Шола родился в Великобритании, но имеет нигерийские корни. По-английски его фамилия должна была бы передаваться как «Шортайр», однако правильное произношение его фамилии (учитывая его нигерийское происхождение) — «Шоретире», что было подчёркнуто на пресс-конференции главным тренером «Манчестер Юнайтед» Уле Гуннаром Сульшером, призвавшим журналистов и комментаторов правильно произносить фамилию Шолы.